# بؤس (فلم)
بؤس (بالإنجليزية: Misery) هو فيلم رعب نفسي أمريكي تم عرضه عام 1990 مقتبس عن رواية للكاتب ستيفن كينج ومن إخراج روب رينر ومن بطولة جيمس كان وكاثي بيتس والتي حازت عن دورها في الفيلم على جازة الأوسكار أحسن ممثلة.

## مسار القصة
تدور قصة الفيلم حول كاتب شهير يتعرض لحادث فتنقذه سيدة -مضطربه نفسيا- معجبه بكتاباته فتعالجه ولكنها تحرق مسودة روايته الجديدة وتحتجزه في منزلها لكتابه رواية أخرى تريدها منه.

## طاقم التمثيل
- جيمس كان بدور بول شيلدون
- كاثي بيتس بدور إيني ويكلس
- Richard Farnsworth as Buster
- Frances Sternhagen as Virginia
- لورين باكال بدور مارسيا سيندل
- Graham Jarvis as Libby
- Jerry Potter as Pete
- Rob Reiner as Helicopter pilot
- J. T. Walsh (uncredited) as State Trooper Sherman Douglas

## الجوائز
- جائزة الأوسكار (1990): أفضل ممثلة - كاثي بيتس
- غولدن غلوب (1990): أفضل ممثلة - كاثي بيتس
- CFCA Award (1990): أفضل ممثلة - كاثي بيتس

## إعادة العمل
تم إعادة العمل في فيلم هندي مستنداً على تمام أحداث القصة.

## وصلات خارجية
- مقالات تستعمل روابط فنية بلا صلة مع ويكي بيانات